# Akdital
Akdital est un groupe marocain de cliniques privées, fondé en 2011 par Rochdi Talib et sa femme Fatima Akdim. En 2018, il adopte le nom Akdital, qui tire ses initiales du nom du couple (Akdi-Tal).
Après la libéralisation du secteur des cliniques privées par le gouvernement de Saad Dine El Otmani, l'entreprise connaît une expansion et annonce l'ouverture de plusieurs établissements. 
Le 14 décembre 2022, le groupe Akdital entre en bourse à la Bourse de Casablanca.

## Présentation
En 2020, le groupe compte cinq cliniques privées situées à Casablanca. Depuis, le groupe a connu une forte expansion. En 2025, Akdital exploite plusieurs autres cliniques à travers le Maroc, ne se limitant plus à Casablanca. Cette croissance s'inscrit dans son plan d'affaires, qui prévoit l'ouverture d'établissements dans une quinzaine de villes marocaines, en ciblant notamment des domaines à forte demande comme le traitement du cancer et des maladies cardiovasculaires, souvent peu concurrentiels dans certaines régions.

## Histoire
Le groupe est fondé en 2011 par le Rochdi Talib, un médecin et homme d'affaires casablancais. 
Il est médecin anesthésiste-réanimateur, marié avec Fatima Akdim, médecin radiologue. Ils ont été formés à la faculté de médecine de Casablanca, avant d'obtenir leur spécialité à la faculté de médecine de Paris. Le groupe Akdital tire ses initiales des noms du couple Akdim et Talib (Akdi-Tal).   
La première clinique qu'il lance est la clinique de Jerrada Oasis. Le développement des cliniques privées de Rochdi Talib est financé par son beau père, l'homme d'affaires Hassan Akdim, un  industriel du textile[réf. nécessaire].
le ministre de la Santé Houcine El Ouardi fait voter la « loi 131-13 », qui libéralise le secteur des cliniques privées. Il n'est alors plus nécessaire d'être docteur en médecine et inscrit à l'Ordre des médecins pour pouvoir posséder une clinique privée. 
Le fonds d'investissement Mediteranea Capital Partners (Medcap), dirigé par le financier Saâd Bendidi, rentre dans le capital du groupe Akdital via une structure basée à Malte.    
À la suite du discours du trône du 29 juillet 2020, appelant à généraliser la couverture médicale des Marocains, le groupe Akdital souhaite recevoir un soutien financier de l'État marocain.   
Fin 2022, le groupe annonce vouloir s'introduire en bourse avec le soutien des banques d'affaires BMCE Capital et CFG Bank ,. L'introduction en bourse est réalisée le 14 décembre 2022

### Conseil d'administration
Au 16 novembre 2022, les membres du conseil d'administration de Akdital sont :   
| Nom                      | Statut                                | Description                                                                                                |
| Rochdi Talib             | Président du conseil d'administration | Président-directeur général Cofondateur de Akdital Médecin anesthésiste-réanimateur.                       |
| Fatima Akdim             | Administrateur                        | Directrice Imagerie médicale et Radiologie Cofondatrice de Akdital Épouse du Dr. Talib Médecin Radiologue. |
| Jaouad Zakaria           | Administrateur                        | Directeur général délégué et directeur du pôle Médical Médecin anesthésiste-réanimateur.                   |
| Maria Talib              | Administrateur                        | |
| Mouna Talib              | Administrateur                        | |
| Saâd Bendidi             | Administrateur                        | Représentant de MC III TEAM Ltd                                                                            |
| Hatim Ben Ahmed          | Administrateur                        | Représentant de MC III Al Razi                                                                             |
| Yasmina Baddou           | Administrateur indépendant            | |
| Mohammed Amine Benhalima | Administrateur indépendant            | |